# Brizuela (Burgos)
Brizuela ist ein spanischer Ort in der Provinz Burgos der Autonomen Gemeinschaft Kastilien und León. Der Ort gehört zur Gemeinde Merindad de Valdeporres. Brizuela ist über die Straße BU-561 zu erreichen und liegt 80 Kilometer nördlich der Provinzhauptstadt Burgos und elf Kilometer südöstlich von Pedrosa de Valdeporres.

## Geschichte
In der Nähe des Ortes befinden sich Reste einer keltischen Befestigung.
Brizuela wurde im 16. Jahrhundert gegründet. 
Im Jahr 1955 hatte der Orte noch 155 Einwohner, heute sind es nur noch 25.

## Sehenswürdigkeiten
- Barocke Kirche San Cristóbal, mit rechteckigem Turm